# LZ 1

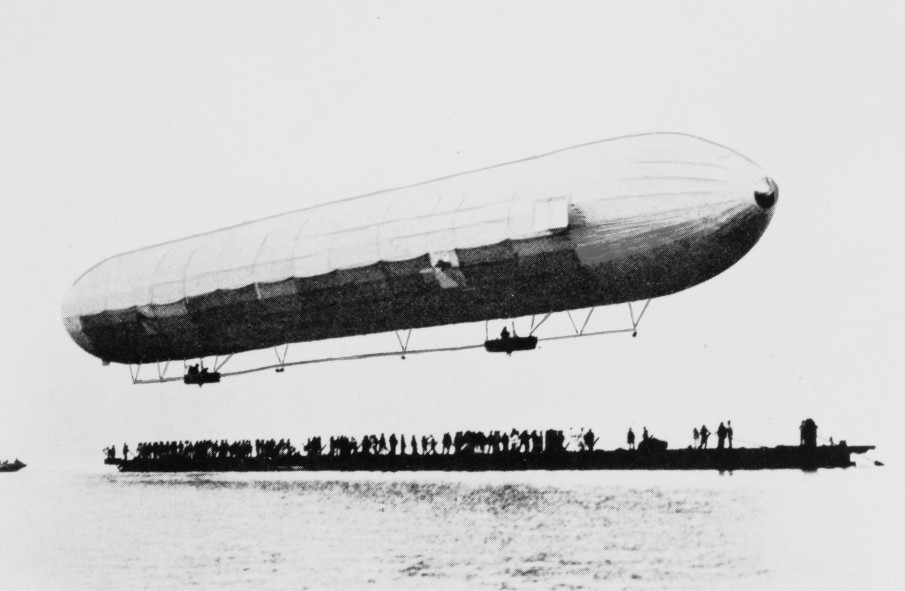

루프트쉽 체펠린 1(독일어: LZ 1)은 페르디난트 폰 체펠린이 만든, 세계 최초의 경식 비행선이다.
1900년 7월 2일, 체펠린은 자신의 재산을 대부분 써서 이 비행선을 띄웠다. 그러나 얼마 되지 않아 보덴 호숫가에 추락했고, 다시 수리하여 난 뒤에도 추락했다. 후에 최고의 비행선으로 평가받는 체펠린 비행선의 시초는 이런 대실패로 장식했다. 체펠린은 자금이 모자라자 어쩔 수 없이 LZ 1을 해체해 모두 팔았고, LZ 2가 만들어지기까지는 5년이 더 걸렸다.

## 같이 보기
- 체펠린 비행선